# 崇州 (金朝)
崇州，中国金朝时设置的州。
金宣宗贞祐三年（1215年）金朝升潞州的涉县置崇州，治所在涉县（今河北省邯郸市涉县）。下辖涉县、黎城县（今山西省长治市黎城县）。作为潞州的支郡。贞祐四年（1216年）废崇州。兴定五年（1221年）再设崇州，元光二年（1223年）被蒙古帝国占领，元朝初年复降为涉县。